# 바람이 흘러 지나가는 거리
〈바람이 흘러 지나가는 거리〉(일본어: 風が通り抜ける街へ)는 일본의 밴드 ZARD의 21번째 싱글 앨범으로, 1997년 7월 2일 발매되었다. (8cm CD: JBDJ-1029) 사카이 이즈미가 작사했으며, 오다 테츠로가 작곡을, 토쿠나가 아키히토가 편곡을 맡았다. 이 곡은 일본중앙경마회(JRA)의 광고 삽입곡으로 사용되었다.
B사이드 곡인 〈머나먼 별을 세면서〉(遠い星を数えて)은 사카이 이즈미가 작사했고, 쿠리바야시 세이이치로가 작곡을, 토쿠나가 아키히토가 편곡을 맡았다. 당시 ZARD의 세컨드 엔지니어였던 요시다 유지(吉田悠二)는 이 곡에 대해 다음과 같이 말하고 있는데, 그는 토쿠나가 아키히토가 데모 버전으로 먼저 편곡해둔 곡에 사카이 이즈미가 가사를 붙여본 것이 바로 이 곡이며, 결국 이 데모 버전의 편곡이 최종적으로 발매까지 이어진 것이라고 설명했다.
한편 싱글은 오리콘 차트 주간 싱글차트 3위에 올랐고, 8주간 차트에서 머물렀다.

## 수록곡
| #            | 제목                                                   | 작사          | 작곡                  | 편곡              | 재생 시간 |
| ------------ | ------------------------------------------------------ | ------------- | --------------------- | ----------------- | --------- |
| 1.           | 〈〈바람이 흘러 지나가는 거리〉〉 (風が通り抜ける街へ) | 사카이 이즈미 | 오다 테츠로           | 토쿠나가 아키히토 | 5:03      |
| 2.           | 〈〈머나먼 별을 세면서〉〉 (遠い星を数えて)            | 사카이 이즈미 | 쿠리바야시 세이이치로 | 토쿠나가 아키히토 | 3:26      |
| 3.           | 〈〈바람이 흘러 지나가는 거리〉〉 (Original Karaoke)   |               |                       |                   | 5:02      |
| 4.           | 〈〈머나먼 별을 세면서〉〉 (Original Karaoke)          |               |                       |                   | 3:24      |
| 총 재생 시간 | 총 재생 시간                                           | 총 재생 시간  | 총 재생 시간          | 총 재생 시간      | 16:55     |